# Elsfield
Elsfield is een civil parish in het bestuurlijke gebied South Oxfordshire, in het Engelse graafschap Oxfordshire. De plaats ligt even ten noordoosten van Oxford en telt 191 inwoners.
De dorpskerk dateert uit de 13e eeuw en is gewijd aan de heilige Thomas Becket.